# 山東航空
山東航空（さんとうこうくう）は、中華人民共和国・山東省済南市に本社（本拠地）を置く航空会社。正式名称は山東航空股份有限公司。略称は、山航。中国国際航空の傘下にある。

## 歴史

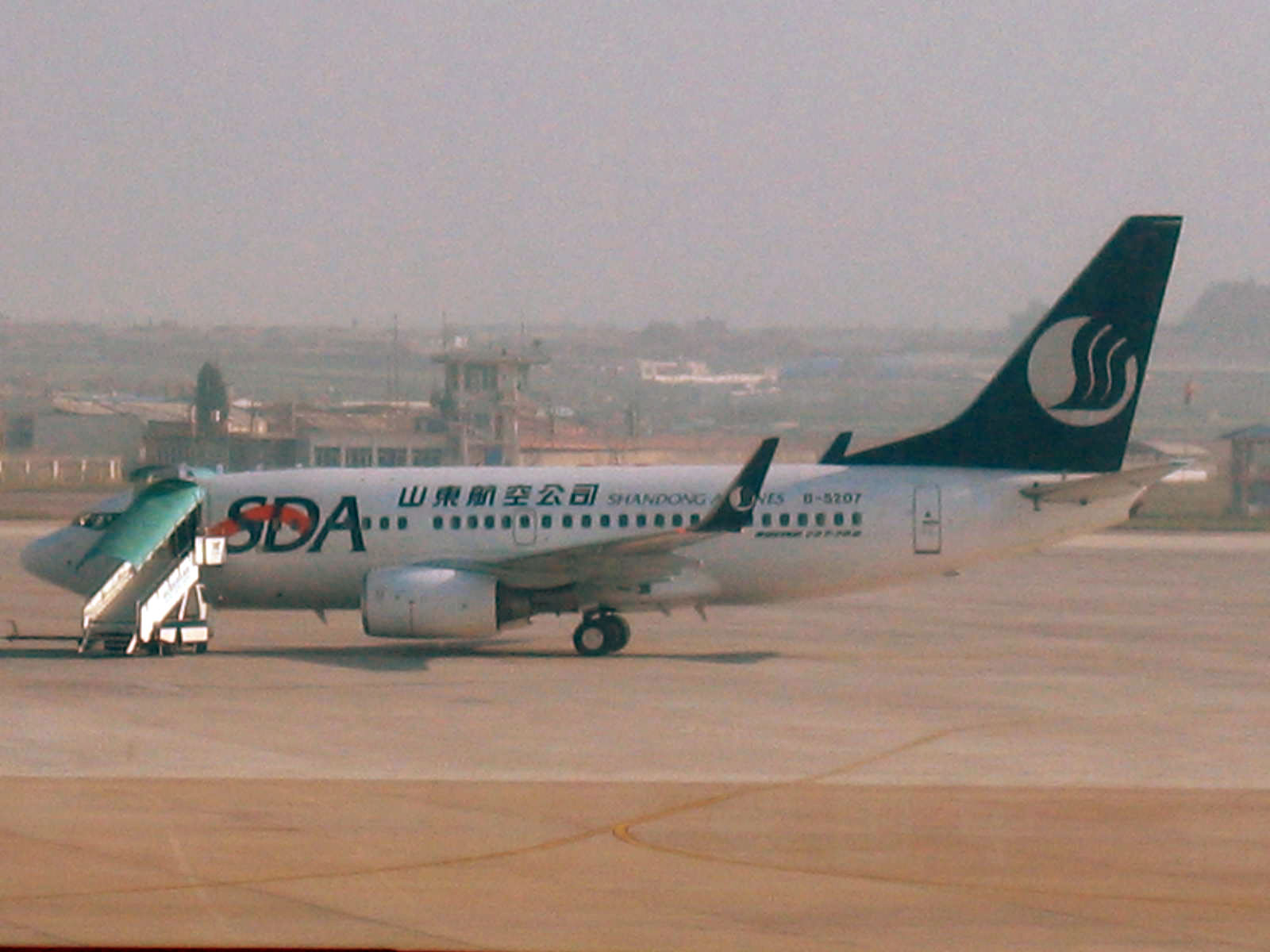
昆明巫家壩国際空港（現在は廃港）に駐機中のボーイング737型機

- 1994年3月12日 : 民航総局と山東省の認可を受け、山東航空有限責任公司が発足。
- 1994年8月16日 : 最初のY-7旅客機を購入し、10月10日に中国民間航空局の検査と承認に合格した。
- 1994年11月15日 : 民航総局から旅客営業が許可された。
- 1994年12月26日 : 旅客営業を開始。ハブ空港は、済南遥墻国際空港。
- 1999年 : 組織改編によって株式会社となり、山東航空股份有限公司が発足。
- 2000年9月12日 : 深圳証券取引所（B株 000152）に株式上場。
- 2002年3月12日 : 山東航空集団公司の発足式実施。山東航空股份有限公司は山東航空集団の中核企業となる。
- 2002年 : ISO 9001の審査に合格。
- 2022年4月1日 : 2021年度末の監査済み純資産がマイナスとなり、上場廃止リスク警告が行われた。 2023年第1四半期に、中国国際航空が山東航空の経営権を取得した。 同年7月10日、正式に上場廃止となった。

## 就航路線

### 国内線
- 済南、青島、重慶、成都、綿陽、厦門、福州、合肥、貴陽、武漢、煙台、武夷山、広州、南京、北京/首都、珠海、瀋陽、杭州、臨沂、西安、南寧、桂林、上海/虹橋、寧波、深圳、ハルビン、長春、太原、蘭州、鄭州、ウルムチ、銀川、コルラ、フフホト、常州、温州、舟山、泉州、景徳鎮、海口、衢州、南昌、東営、天津、ジャムス、カシュガル、三亜

### 国際線
- 台北/桃園、東京/羽田（運休中）、東京/成田(運休中)、大阪/関西、ソウル/仁川、名古屋/中部(貨物便のみ運航)、札幌/新千歳(運休中)、バンコク/スワンナプーム(貨物便のみ運航)、タシュケント(貨物便のみ運航)、香港、クアラルンプール(貨物便のみ運航)、ジャカルタ/スカルノハッタ、シンガポール

## 日本との関係

### 日本への運航路線
| 便名        | 路線 | 路線      | 機材              | コード シェア |
| ----------- | ---- | --------- | ----------------- | ------------- |
| SC8085/8086 | 済南 | 大阪/関西 | ボーイング737-800 | CA、NH        |
| SC8087/8088 | 済南 | 大阪/関西 | ボーイング737-800 | CA、NH        |
| SC4091/4092 | 青島 | 大阪/関西 | ボーイング737-800 | CA、NH        |
| SC4093/4094 | 青島 | 大阪/関西 | ボーイング737-800 | CA、NH        |
| SC4095/4096 | 青島 | 大阪/関西 | ボーイング737-800 | CA、NH        |

コードシェア
- CA-中国国際航空
- NH-全日本空輸

### 日本との歴史
- 2016年1月18日、成田-成都線に就航[1]。
- 2016年1月19日、関西-成都線に就航[1]。
- 2013年10月29日から、関西-済南線を再開。
- 2018年11月30日から、関西-西安線に新規就航[2]。
- 2019年7月1日から、静岡-西安線に就航[3]。
- 2019年12月9日、南通-関西-成都間の貨物定期便の運航を開始。
- 2020年1月17日より、札幌/新千歳-成都線に就航。
- 2023年9月27日から、関西-済南線を毎日運航で再開[4]。

## 保有機材
2025年2月現在、山東航空の機材は以下の通りである。
| 機材              | 運用機数 | 発注機数 | 座席数  | 座席数  | 座席数  | 備考                       |
| 機材              | 運用機数 | 発注機数 | C       | Y       | Total   | 備考                       |
| ----------------- | -------- | -------- | ------- | ------- | ------- | -------------------------- |
| ボーイング737-700 | 3        | ‐        | 8       | 119     | 127     | 2005年に導入。全機WL装着機 |
| ボーイング737‐800 | 122      | ‐        | 8       | 159     | 167     | 全機WL装着機               |
| ボーイング737MAX8 | 12       | 22       | 8       | 168     | 176     | 現在、運用停止中           |
| COMAC C909        | ‐        | 10       | No Data | No Data | No Data |                            |
| 計                | 137      | 32       |         |         |         |                            |

2014年4月21日、山東航空はボーイングからボーイング737-800型機16機とボーイング737MAX型機34機を購入契約を締結。総発注額は46億米ドルで、2016年から2020年の間に納入される予定。